# Cantone di Val d'Ariège
Il Cantone di Val d'Ariège è una divisione amministrativa dell'arrondissement di Foix e dell'arrondissement di Pamiers.
È stato costituito a seguito della riforma approvata con decreto del 18 febbraio 2014, che ha avuto attuazione dopo le elezioni dipartimentali del 2015.

## Composizione
Comprende i 28 comuni di:
- Arabaux
- Baulou
- Bénac
- Le Bosc
- Brassac
- Burret
- Calzan
- Cazaux
- Coussa
- Crampagna
- Dalou
- Gudas
- L'Herm
- Loubens
- Loubières
- Malléon
- Montégut-Plantaurel
- Pradières
- Saint-Félix-de-Rieutord
- Saint-Jean-de-Verges
- Saint-Martin-de-Caralp
- Ségura
- Serres-sur-Arget
- Varilhes
- Ventenac
- Vernajoul
- Verniolle
- Vira